# PZL TS-8
PZL TS-8 ビェス
TS-8 2007年 Góraszka航空ショーにて
- 用途：練習機
- 製造者：PZL ミーレック（PZL Mielec）
- 運用者：ポーランド空軍
- 初飛行：1955年7月23日
- 生産数：251機
- 生産開始：1957年
- 運用開始：1957年
- 退役：1978年

PZL TS-8 ビェス（PZL TS-8 Bies）は、1957年から1970年代までポーランド空軍や民間で使用されたポーランドのPZL製練習機である。

## 開発
TS-8はポーランド空軍のユーナク 3とYak-11に代替する引き込み可能な首車輪式降着装置付のレシプロエンジン練習機の要求に応えて設計された。TS-8の主設計者は Tadeusz Sołtykであり、このため型式名にTSの文字が付いている。ビェス（Bies）という名は民族名で悪魔のことである。
開発作業は1953年に始まりTS-8の最初の試作機は1955年7月23日に初飛行した。1956年と1957年にTS-8はそのクラスで3つの国際記録を樹立した。2番目の試作機は1957年のパリ航空ショーで披露された。
1957年に試験用の10機がWSK-Okecie社でTS-8 BIとして製造された。少しの改良を施された主生産モデルのTS-8 BIIが1958年から1960年にかけてPZL ミーレック（PZL Mielec）社で製造された。生産された最後の10機は、より高機能のアビオニクスを搭載したTS-8 BIIIであった。総計251機（その内229機はTS-8 BII）のTS-8が製造された。
TS-8は取扱い易さと良好な性能で好評だったが欠点の1つは騒がしいエンジンであった。本機は第二次世界大戦後のポーランドで自国製のエンジンを搭載した初の近代的な航空機であった。

## 設計
TS-8はセミモノコック構造の円形断面、金属表皮の胴体を持った全金属製の片持ち式低翼単葉機で搭乗員は接近して複式操縦装置付のタンデム式コックピット（前に操縦訓練生、後ろに教官）に座った。コックピットを覆う風防は後方にスライドして開いた。
セミモノコック構造の単桁3分割の主翼は"W"字を形作っており、首車輪式降着装置と機首に離陸時315 hp、通常時283 hpを発生するWN-3型 7気筒星型エンジンと木製可変ピッチ2枚ブレードのプロペラを装備していた。
1丁の12.7mm機関銃と2基の小型爆弾用パイロンを装備した試験用のTS-8 BI以外のTS-8には武装は施されなかった。

## 運用の歴史
TS-8はポーランド空軍では1960年代半ばからジェット練習機のTS-11 イスクラに代替され順次退役していった。その後100機以上の機体が民間航空（航空クラブ）に引き渡され、1978年までに大部分のTS-8が民間航空からも引退した。現在も3機が飛行可能で、インドネシアでは2機が使用されている。

## 派生型

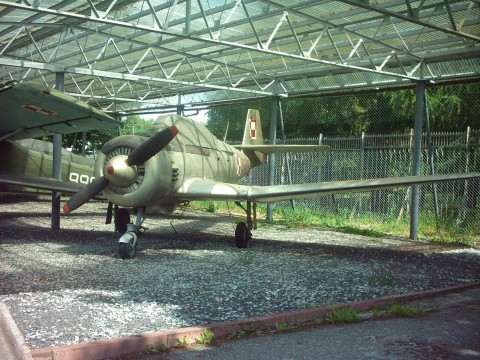
TS-8 ビェス

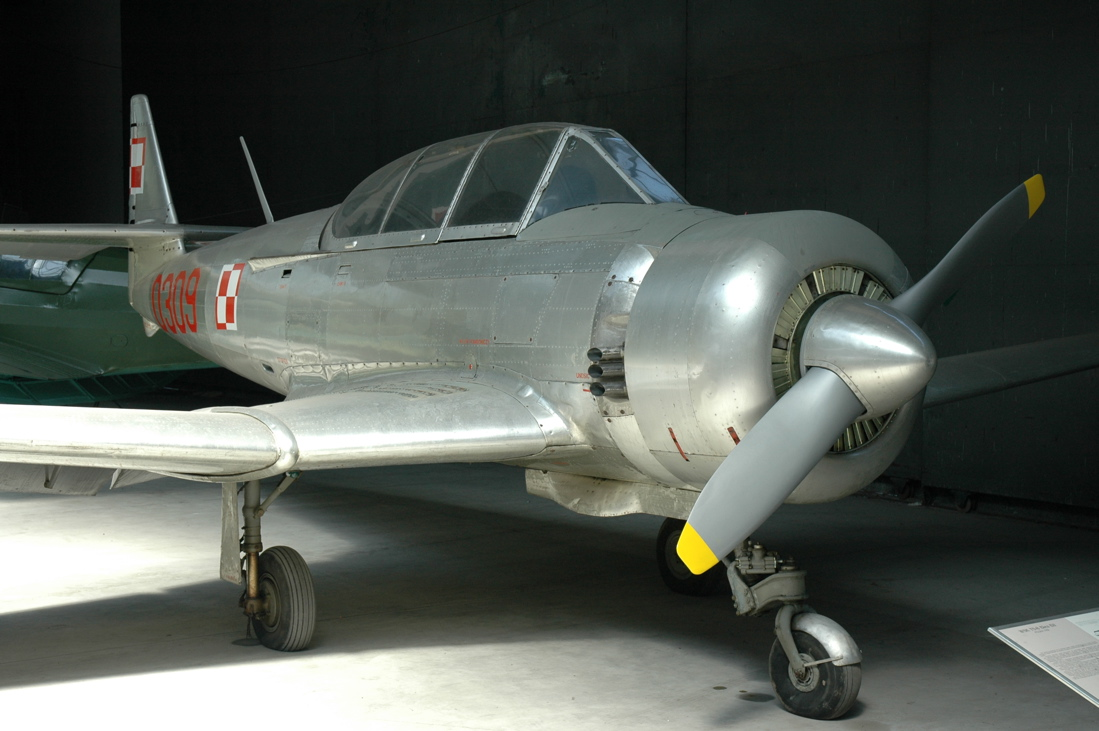
ポーランド航空博物館のTS-8 BII

TS-8
2機の試作機
TS-8 BI
試験用機。10機製造
TS-8 BII
TS-8 BIの改良型、主生産モデル。229機生産
TS-8 BIII
高機能のアビオニクスを搭載したモデル。10機生産

## 運用

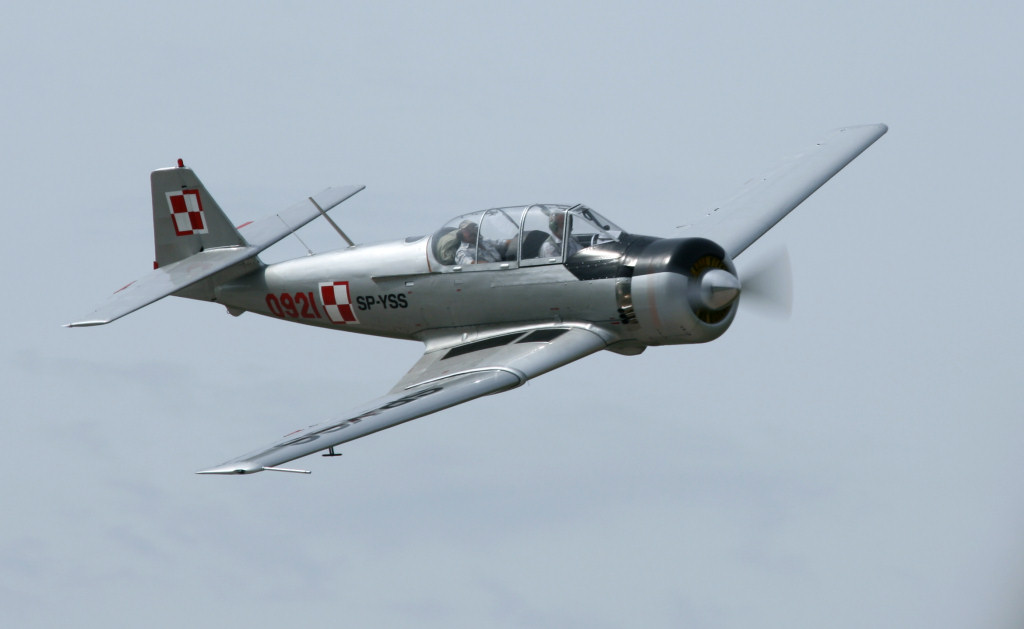
TS-8 Bies

インドネシア
- インドネシア空軍

 ポーランド
- ポーランド空軍
- ポルスキ航空クラブ

## 要目
- 乗員：2名
- 全長：8.55 m (28 ft 5 in)
- 全幅：10.5 m (34 ft 5 in)
- 全高：3.0 m (9 ft 10 in)
- 翼面積：19.10 m² (205 ft²)
- 翼面荷重：81 kg/m² (16.6 lb/ft²)
- 空虚重量：1,292 kg (2,842 lb)
- 運用重量：1,550 kg (3,410 lb)
- 最大離陸重量：1,672 kg (3,678 lb)
- 馬力重量比：0.14 kW/kg (0.08 hp/lb)
- エンジン：Narkiewicz WN-3 空冷7気筒 星型エンジン、239 kW (315 hp)
- 最大速度：315 km/h (171 knots, 197 mph)
- 巡航高度：5,900 m (19,352 ft)
- 航続距離：620 km (335 nm, 386 miles)
- 上昇率：378 m/min (1,240 ft/min)